# Lee Min-young
Lee Min-young (6 de febrero de 1976) es una actriz surcoreana. 

## Carrera
Comenzó su carrera como actriz infantil cuando tenía cuatro años de edad, y apareció de manera constante en dramas. Después de una interrupción de cinco años, volvió a actuar en el 2011, con Kimchi Family, seguido por You're Only Mine en 2014.
En octubre de 2020 se anunció que se había unido al elenco de la serie Amor (invitados especiales: matrimonio y divorcio), en la que participó a lo largo de sus tres temporadas entre 2021 y 2022 con el personaje de Song Won, traductora de chino y amante de Sa-hyeon.
En 2022 protagonizó la serie de comedia negra y misterio Becoming Witch, con el papel de la única nuera de una familia chaebol que decide acabar con su matrimonio matando a su marido.

## Filmografía

### Serie de televisión
| Año     | Título                                             | Rol               | Red       | Ref.   |
| ------- | -------------------------------------------------- | ----------------- | --------- | ------ |
| 1981    | Nari House                                         |                   | MBC       |        |
| 1982    | Tiger Teacher                                      |                   | MBC       |        |
| 1982    | Linger                                             |                   | MBC       |        |
| 1983    | 500 Years of Joseon: Tree with Deep Roots          | Princesa Jeongso  | MBC       |        |
| 1995    | Adolescence                                        | Jae-in            | MBC       |        |
| 1995    | Partner                                            | Song Hyun-joo     | MBC       |        |
| 1995    | Woman                                              | Seo Geum-soon     | MBC       |        |
| 1996    | The Reason We Don't Get Divorced                   | So-young          | MBC       |        |
| 1996    | Sibling Relations                                  | Park So-baek      | MBC       |        |
| 1996    | The Most Beautiful Goodbye in the World            |                   | MBC       |        |
| 1997    | Medical Brothers                                   | Seo Yoon-kyung    | MBC       |        |
| 1997    | The Reason I Live                                  | Jung-hee          | MBC       |        |
| 1997    | Myth of a Hero                                     | Choi Ha-rim       | MBC       |        |
| 1998    | Run Barefoot                                       | Kang Hyun-ji      | MBC       |        |
| 1999    | Young Sun                                          | Seo Han-byul      | SBS       |        |
| 1999    | You're One-of-a-Kind                               | Lee Eun-sun       | MBC       |        |
| 1999    | Encounter                                          | Jang Ye-won       | KBS2      |        |
| 2001    | The Rules of Marriage                              | Song Gong-joo     | MBC       |        |
| 2001    | The Flower Garden                                  | Han Ki-joon       | KBS2      |        |
| 2001    | More Than Words Can Say                            | Jang Mi-joo       | KBS1      |        |
| 2001    | Like Father, Unlike Son                            | Gu Mi-sook        | KBS2      |        |
| 2002    | Zoo People                                         | Yang Min-young    | KBS2      |        |
| 2002    | Kitchen Maid                                       | Kim Soon-young    | MBC       |        |
| 2002    | Like a Flowing River                               | Park Dong-hee     | SBS       |        |
| 2003    | Lovers                                             | Oh Soo-hee        | SBS       |        |
| 2004    | Precious Family                                    | Woo Mi-yeon       | KBS2      |        |
| 2004    | Land                                               | Lady in byeoldang | SBS       | [ 7 ]  |
| 2006    | Love and Ambition                                  | Eun-hwan          | SBS       |        |
| 2011    | Kimchi Family                                      | Lee Woo-joo       | jTBC      |        |
| 2014    | You're Only Mine                                   | Go Eun-jung       | SBS       |        |
| 2016    | The Love is Coming                                 | Na Sun-young      | SBS       |        |
| 2017    | Strongest Deliveryman                              | Soon Ae           | KBS2      |        |
| 2018    | Your House Helper                                  | Ahn Jin-Hong      | KBS2      | [ 8 ]  |
| 2019    | Doctor Prisoner                                    | Bok Hye-soo       |           |        |
| 2021-22 | Amor (invitados especiales: matrimonio y divorcio) | Song Won          | TV Chosun |        |
| 2022    | Becoming Witch                                     | Chae Hee-soo      | TV Chosun | [ 6 ]  |
| 2022    | The Law Cafe                                       | Song-hwa          | KBS2      | [ 9 ]  |
| 2023    | Perfect Marriage Revenge                           | Lee Jong-hye      | MBN       | [ 10 ] |
| 2023-24 | Goryeo-Khitan War                                  | Reina Cheonchu    | KBS2      | [ 11 ] |

### Cine
| Año  | Título                            | Rol       |
| ---- | --------------------------------- | --------- |
| 1980 | This Pain of the Woman            |           |
| 1980 | The Wooden Horse That Went to Sea |           |
|      | Family Portrait                   | Soo-kyung |